# Presentismo
Dentro de la filosofía del tiempo, el llamado presentismo es la creencia de que únicamente existen los eventos en el presente, mientras los del futuro y pasado son irreales, es decir, lo que existe, existe en el presente.
Las entidades “pasado” y “futuro” deben, por tanto, ser consideradas como constructos lógicos o ficciones. Lo contrario del presentismo sería el eternalismo o creencia de que las cosas en el pasado y en lo por venir existen eternamente. Otro punto de vista similar al eternalismo (aunque sostenido por pocos filósofos) es la teoría del universo de bloque, que argumenta la existencia del pasado y el presente, pero no la del futuro.
El presentismo es compatible con la relatividad o invariancia galileana, en la cual el tiempo es independiente del espacio, pero probablemente es incompatible con la relatividad de Einstein/Lorentz juntamente con otras tesis filosóficas que muchos encuentran indiscutibles[cita requerida]. Según otras fuentes [cita requerida], la ontología del presentismo sostiene que sólo existen los objetos y tiempos presentes y que la principal razón filosófica para aceptar el presentismo es que permite solucionar el problema del cambio sin convertir las propiedades intrínsecas de un objeto en relaciones. Sin embargo, siendo el presentismo compatible con el espacio-tiempo newtoniano, pierde validez cuando intenta explicar el espacio-tiempo de Einstein-Minkowski. La razón es que en el espacio-tiempo relativista cada observador tiene su propio presente (su propia hipersuperficie de simultaneidad). Por tal motivo, se han dado diversas versiones del presentismo: "presentismo de cono", de "punto" y de "superficie"[cita requerida]. Los dos primeros intentan acomodar el presentismo a la teoría de la relatividad; el último, en cambio, propone adaptar la relatividad al presentismo.
Dichas fuentes, además, definen como teorías no-presentistas: el eternalismo o modelo de universo de bloque, que considera que todos los acontecimientos pasados y futuros son tan reales como los presentes. La otra ontología no-presentista es el modelo de universo bloque en expansión, que asume que el pasado es tan real como el presente, pero el futuro es irreal.

## Teorías antiguas
San Agustín de Hipona afirmó que el presente está en el filo de la navaja entre el pasado y el futuro, lo que parece evidente, ya que, si el presente se toma in extenso, debe tener distintas partes, aunque deban de ser simultáneas si realmente integran el presente. De acuerdo con los primeros filósofos, el tiempo no puede ser al mismo tiempo pasado y presente, de modo que no se encuentra expandido.
Contrariamente a San Agustín, algunos filósofos proponen que es la experiencia consciente la que se haya extendido en el tiempo. Por ejemplo, William James sostuvo que el tiempo es «el lapso de aquello que percibimos inmediata e incesantemente». San Agustín propuso que Dios se encuentra fuera del tiempo y del presente por siempre, en su eternidad.
Otros filósofos tempranos que cabe considerar presentistas son los budistas, en la tradición del budismo hindú. Un estudioso de la moderna filosofía budista es Fyodor Shcherbatskoy, quien ha escrito abundantemente sobre el tema: «Todo pasado es irreal, todo futuro es irreal; todo aquello que se imagine, o que esté alejado o esté en la mente, es irreal. Solamente es real el momento presente, físico y efectivo, es decir, la causalidad».

## Teorías modernas
De acuerdo con el trabajo de J. M. E. McTaggart La irrealidad del tiempo ("The Unreality of Time"), hay dos formas de aprender lo que acontece: la Serie A (el tiempo conjugado: ayer, hoy y mañana), y la Serie B (o tiempo no conjugado: por ej., lunes, martes, miércoles). El presentismo, según esto, sería la creencia de que la serie A es fundamental y los hechos de la serie B pueden ser explicados o reducidos a la Serie A. El presentismo mantiene que el discurso temporal requiere el uso de tiempos verbales. Todos los presentistas son teóricos de la Serie A, pero no todos los teóricos de la Serie A son presentistas; algunos de ellos niegan que exista el tiempo, aunque aceptan la existencia del pasado en su ontología. Otros teóricos de la Serie A aceptan la existencia del pasado y el futuro individuales.
En la moderna teoría de la relatividad, el observador en abstracto se sitúa en un punto geométrico espacio-temporal ubicado en el vértice de un cono de luz, desde el cual observa los eventos que tienen lugar en el espacio y el tiempo. Diferentes observadores pueden discrepar en si dos eventos que se producen en diferentes sitios ocurren simultáneamente. Esto depende de que los observadores se encuentren en movimiento respectivo uno del otro (véase relatividad de la simultaneidad o contracción de Lorentz).
Esta teoría está basada en la idea del tiempo como algo dotado de extensión y ha sido repetidamente probada experimentalmente, dando lugar a un punto de vista filosófico: el cuadridimensionalismo (tres dimensiones espaciales más una dimensión temporal).
Sin embargo, aunque el contenido de una observación está extendido en el tiempo, el observador, hallándose en el punto geométrico del vértice del cono de luz, no está expandido en el espacio y el tiempo. Este análisis contiene una paradoja según la cual el observador no tiene existencia, aun cuando cualquier observador verdadero necesitaría ser el contenido extendido de una observación para poder existir.
Esta paradoja se resuelve parcialmente en la teoría de la relatividad definiendo un marco de referencia que abarca los instrumentos de medida usados por el observador. Esto reduce la separación del tiempo entre los instrumentos a un sistema de intervalos constantes.

## La concepción «presentista» de la Historia
En los estudios de historia, pretender juzgar los acontecimientos y hechos del pasado, incluso del remoto, con los juicios y valores del tiempo actual, distorsionando de ese modo, gravemente, la interpretación histórica objetiva de tales hechos.

## Significado laboral
En el contexto laboral se denomina presentismo al hecho de que los empleados acuden a su puesto laboral (se diferencia así del absentismo, en el que el empleado directamente no acude) y están presentes en él, pero:
- Dedican una parte significativa de la jornada a tareas personales.[8] Esto puede deberse a la poca carga de trabajo, falta de supervisión, organización deficiente u otras causas.
- O bien van a trabajar aunque se sientan enfermos, por temor al despido.
- O bien se quedan en el lugar de trabajo más allá de su jornada laboral, aunque no tengan tarea, porque piensan que salir a su hora está mal visto.[9]

## Uso peyorativo
Si bien la utilización de "presentismo" para describir corrientes filosóficas es neutra, el término se emplea peyorativamente (para criticar o descalificar) en contextos políticos o sociales, para minusvalorar a quienes se fijan únicamente en la situación presente, sin tener en cuenta los hechos pasados que han llevado a ella o las consecuencias futuras.